# Valdir Joaquim de Moraes
Valdir Joaquim de Moraes (Porto Alegre, 23 november 1931 - Porto Alegre, 11 januari 2020) was een Braziliaans voetballer die als doelman speelde. Hij speelde bijna zijn hele carrière bij SE Palmeiras. Hij is gestorven op 11 januari 2020 aan orgaanfalen.

## Erelijst
- Serie A 1960, 1967, 1967 (3x)
- Torneio Rio-São Paulo 1965 (1x)
- Campeonato Paulista 1959, 1963, 1966 (3x)